# Autorità di bacino interregionale del fiume Fiora
L'Autorità di bacino interregionale del fiume Fiora è una delle Autorità interregionali istituite a seguito dell'art. 13 della legge del 18 maggio 1989, n. 183 che gestisce il bacino idrografico dell'omonimo fiume.
Il territorio gestito è suddiviso fra i seguenti enti:
- Lazio
  - Provincia di Viterbo
    - 8 comuni
- Toscana
  - Provincia di Grosseto
    - 9 comuni

  - Provincia di Siena
    - 2 comuni

La sede amministrativa è a Grosseto.